# Мадам Гранд
«Мадам Гранд» — картина французской художницы Элизабет Виже-Лебрен, написанная в 1783 году. В настоящее время картина находится в собрании Метрополитен-музея в Нью-Йорке.
На картине изображена Мадам Гранд — любовница, а затем супруга министра иностранных дел Талейрана. Катрин родилась в Индии; там она встретила своего первого супруга Жоржа Франсуа Гранда, с которым развелась после её непродолжительного романа с британским политиком Филипом Фрэнсисом. К тому времени, как Элизабет Виже-Лебрен написала этот портрет, Катрин Гранд переехала в Париж и стала куртизанкой.
Картина была выставлена на салоне в Академии живописи и скульптуры в 1783 году. Как отмечает искусствовед Метрополитен-музея Лора Ауриччио, картина несёт в себе «женский» стиль Виже-Лебрен — свободные мазки, насыщенные цвета и «лестное» изображение натурщицы в противовес «мужскому» стилю (чёткие мазки, приглушённые тона и правдивое изображение натурщика) художницы Аделаиды Лабиль-Гиар, современницы Виже-Лебрен (после того, как обе художницы были зачислены в Королевскую академию живописи, пресса окрестила их соперницами и постоянно сравнивала их работы).